# Autodesk Softimage
Autodesk Softimage, или једноставно Softimage је укинута апликација за 3Д рачунарску графику, за производњу 3Д компјутерске графике, 3Д моделирање и компјутерску анимацију . Сада у власништву Аутодеска и раније под називом Softimage|XSI, софтвер се претежно користио у индустрији филмова, видео игара и рекламирања за креирање компјутерски генерисаних ликова, објеката и окружења.
Објављен 2000. године као наследник Softimage|3D, Softimage|XSI је развила његова истоимена компанија, тада подружница компаније Avid Technology. 23. октобра 2008. Autodesk је од Avid-а купио бренд Softimage и средства за 3Д анимацију за приближно 35 милиона долара, чиме је Softimage Co. укинуо као посебан ентитет. У фебруару 2009. године, Softimage|XSI је преименован у Autodesk Softimage.
Бесплатна верзија софтвера, названа Softimage Mod Tool, развијена је за заједницу модификатора игара за креирање игара користећи Microsoft XNA сет алата за PC и Xbox 360 или за креирање модова за игре користећи Valve's Source engine, Epic Games's Unreal Engine и други. Прекинут је издавањем Softimage 2014.
Дана 4. марта 2014. објављено је да ће Autodesk Softimage бити укинут након објављивања верзије из 2015, пружајући подршку за производе до 30. априла 2016.

## Преглед
Autodesk Softimage је апликација за 3Д анимацију која се састоји од скупа алата за компјутерску графику.
Алати за моделирање омогућавају генерисање полигоналних или NURBS модела. Моделирање поделе не захтева додатне операторе и ради директно на полигоналној геометрији. Свака операција моделирања је праћена стеком историје изградње, што омогућава уметницима да раде недеструктивно. Оператори у стековима историје могу се поново поређати, уклонити или променити у било ком тренутку, а сва подешавања се преносе на коначни модел.
Контролни уређаји се праве коришћењем костију са аутоматским ИК-ом, ограничењима и специјализованим решавачима попут кичме или репа. Опционо, ICE систем се може користити за креирање лаганих платформи у окружењу заснованом на чворовима. Процес постављања може се убрзати употребом прилагодљивих двоножних и четвороножних уређаја, ФацеРобот-а за опрему за лице и аутоматске синхронизације усана.
Карактеристике анимације укључују слојеве и миксер, који омогућава нелинеарно комбиновање анимацијских клипова. Оператори анимације се прате у стеку историје конструкције који је одвојен од стека за моделирање, омогућавајући корисницима да промене геометрију у основи већ анимираних ликова и објеката. MOTOR је функција која преноси анимацију између ликова, без обзира на њихову величину или пропорције. GATOR може да преноси атрибуте као што су текстуре, UV, мапе тежине или коверте између различитих модела. Softimage такође садржи алате за симулацију честица, нити честица, динамике крутог тела, динамике меког тела, тканине, косе и течности.
Подразумевана и чврсто интегрисана машина за рендеровање у Softimage-у је mental ray. Материјали и шејдери су направљени на начин заснован на чворовима. Када корисници активирају такозвани регион за рендеровање у приказу камере, он ће приказати овај део сцене користећи наведени механизам за рендеровање и ажурираће се потпуно интерактивно. Доступан је секундарни режим рендеровања за приказивање GPU шејдера у реалном времену написаних на Cg или HLSL језицима.
Такође је укључено FX Tree, које је уграђени композитор заснован на чворовима који има директан приступ видео снимцима који се користе у сцени. Стога се може користити не само за финализацију и композитно рендеровање оквира, већ и као саставни део креирања сцене. FX Tree се може користити за примену ефеката композита на сликовне клипове који се користе у потпуно рендерованој сцени, омогућавајући Softimage-у да рендерује сцене користећи текстуре креиране или модификоване на различите начине унутар исте сцене.
Поред доле описане ICE платформе засноване на чворовима, Softimage има обиман API и окружење за скриптовање које се може користити за проширење софтвера. Доступни језици за скриптовање укључују C#, Python, JScript и VBScript . C++, SDK је такође доступан за програмере додатака, са документацијом на мрежи која је доступна јавности.

### ICE интерактивно креативно окружење
7. јула 2008. Softimage, Co је најавио Softimage|XSI 7, који је представио ICE (Interactive Creative Environment) архитектуру. ICE је платформа за визуелно програмирање која омогућава корисницима да брзо и интуитивно прошире могућности Softimage-а користећи дијаграм протока података заснован на чворовима. Ово омогућава уметницима да праве сложене 3Д ефекте и алате без скриптовања. Међу главним употребама за ICE су процедурално моделирање, деформација, монтирање и симулација честица. Такође се може користити за контролу атрибута сцене без потребе за писањем израза, на пример за додавање померања камере или за пулсирање светлости. ICE је механизам за паралелну обраду који користи предности вишејезгрених CPU-а, дајући корисницима високо скалабилне перформансе.
ICE представља Softimage-ову функционалност користећи колекцију чворова, од којих сваки има своје специфичне могућности. Корисници могу да повежу чворове заједно, визуелно представљају ток података, како би створили моћне алате и ефекте. Softimage се испоручује са неколико стотина чворова; међу њима су и чворови ниског нивоа, као што су Multiply или Boolean, као и одређени број чворова високог нивоа који се називају спојеви. Једињења служе као „чворови омотача“ за сажимање ICE графова у један чвор. Softimage омогућава корисницима да додају прилагођена једињења свом систему главног менија за лаку поновну употребу.
У практичном сценарију, неко би сажимао график у једињење и изложио важне параметре, на пример интензитет деформације. Након додавања алата корисничком интерфејсу, лако се може применити на друге објекте. Једињења се такође могу делити између инсталација јер се њихова целокупна функционалност чува у XML датотекама.
Приступ ICE-а заснован на графовима омогућава стварање ефеката који су се раније могли постићи само употребом скриптова и/или компајлираног кода. Због своје визуелне природе и интерактивности, веома је доступан корисницима без искуства у програмирању. Многи бесплатни и комерцијални ICE алати су стављени на располагање од стране корисника и програмера трећих страна. Softimage садржи симулатор флуида и физике заснован на ICE-у под називом Лагоа, као и верзију Syflex тканине засновану на ICE-у.

## Употреба у индустрији
Softimage се првенствено користио у индустрији филмова, видео игрица и реклама као алат за генерисање дигиталних ликова, окружења и визуелних ефеката. Примери филмова направљених уз помоћ Softimage-а су Јурски парк ,  Тор ,  Предатори ,  Дистрикт 9 ,  Бела кућа Доле ,  Јакуза ,  и Елисијум . 

## Издања
- Autodesk Softimage 2015 released April 14, 2014
- Autodesk Softimage 2014 released April 12, 2013
- Autodesk Softimage 2013 released April 12, 2012
- Autodesk Softimage 2012 SAP (Subscription Advantage Pack) released September 27, 2011
- Autodesk Softimage 2012 released April 7, 2011
- Autodesk Softimage 2011 SAP (Subscription Advantage Pack) released October 7, 2010
- Autodesk Softimage 2011 released April 9, 2010
- Autodesk Softimage 2010 released September 14, 2009
- Autodesk Softimage 7.5 released February 20, 2009